# RUF・SCR (2018)
RUF・SCR4.0は、ドイツの自動車チューナー・メーカーのRUFオートモービルが製造しているスポーツカーである。

## モデル概要
1978年に3.2リッター自然吸気水平対向6気筒エンジンを搭載して導入された初代SCRへのオマージュとして製作された。その後も、2016年のSCR 4.2など、SCRモデルが長年にわたって製作された。SCR 2018はポルシェ964のエクステリアデザインをベースにスタイリングされているが、ボディとシャーシはRUF特注品であるため、新型では964と共有する部品はない。SCRのエクステリアでは、RUF設計のセンターロック式ダブル5スポークホイールと格納式スポイラーが特徴。インテリアでは、軽量化のため、千鳥格子模様のレカロ製シートが固定式バックシートとして採用されている。RUF社は、2019年から年間15台のSCRを製造する計画。価格は77万ポンド（約1億1935万円）。

### SCR4.2
SCR 4.2は、2016年のジュネーブ・モーターショーで発表されたコンセプトモデルであり、後の本記事車の直接的なプロトタイプにあたる。排気量4.2リッターの自然吸気水平対向6気筒エンジンを搭載し、525 PS超の出力を誇る設計であった。
外観やボディ構造は964スタイルを踏襲しながらも、シャシーの軽量化やカーボン素材の使用など、市販型に引き継がれる技術が多く投入されていた。SCR 4.2は量産されなかったが、その思想や構成要素はSCR 4.0(本記事車)へと受け継がれている。

## 性能
SCRは、水冷の4,000 cc自然吸気水平対向6気筒エンジンをリアに搭載。エンジンブロックは、996・997GT3の旧式Mezgerblockを使用。これらにより、最高出力は510 PS / 8,270 rpm、最大トルクは 470 Nm / 5,760 rpmを発生し、最高速度320 km/h。SCRは、RUFが自社開発したカーボンファイバー製モノコックシャーシと車体を採用し、一体型のスチール製ロールケージを備えている。この車は、フロントとリアにリモートリザーバー付きのZFザックス製ダンパーを備えたプッシュロッド式サスペンションと、フロントに6ピストン、リアに4ピストンのカーボンセラミックブレーキを採用している。パワーは6速マニュアルトランスミッションを介して後輪に伝達される。

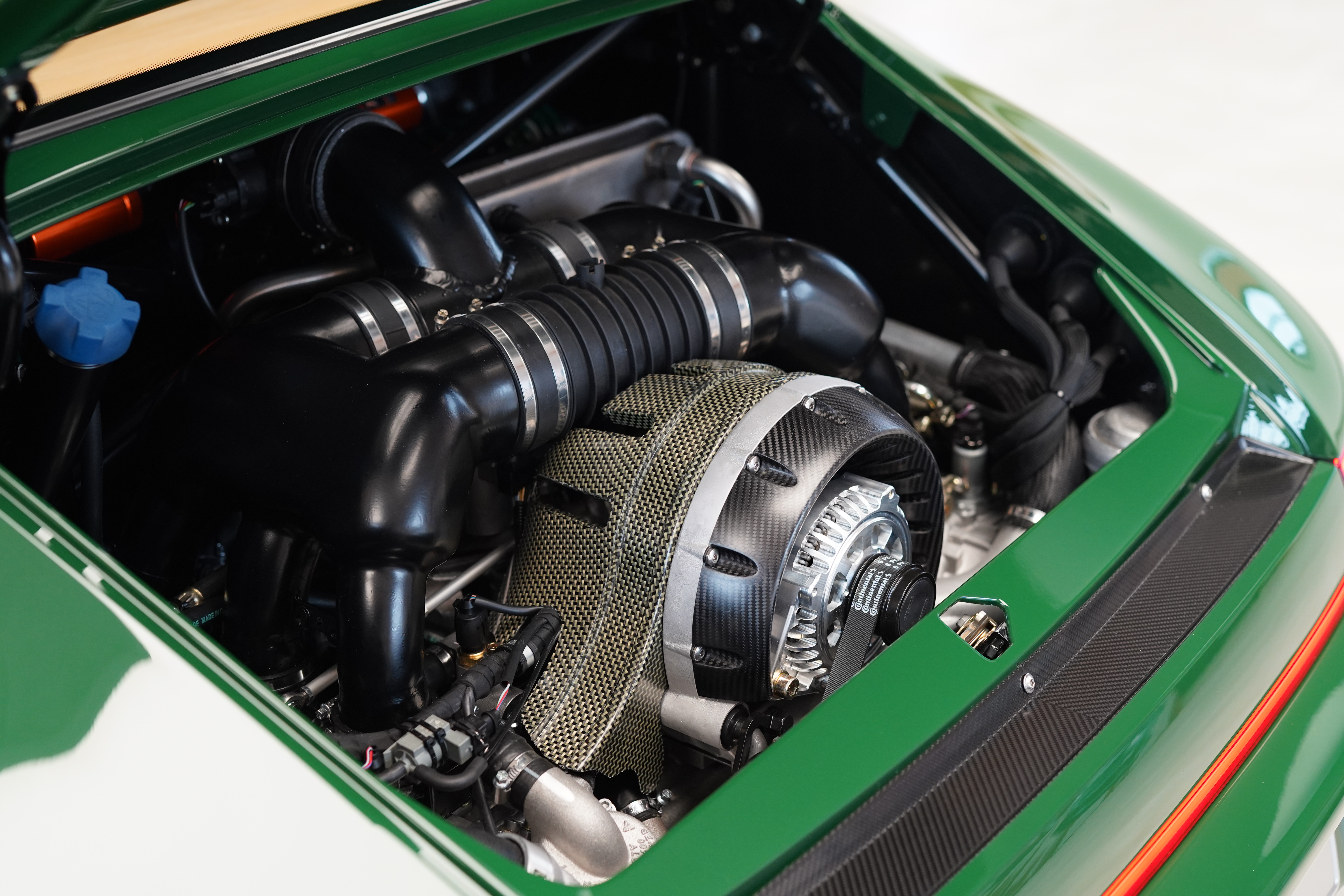
エンジンルーム